# BMC Invitation 1971 - Doppio
Il doppio del BMC Invitation 1971 è stato un torneo di tennis facente parte del Virginia Slims Circuit 1971.
Rosie Casals e Billie Jean King hanno battuto in finale Françoise Dürr e Ann Jones con il punteggio di 6–4, 6–7, 6–1.

## Tabellone

### Legenda
| - Q = Qualificato - WC = Wild card - LL = Lucky loser | - ALT = Alternate - SE = Special Exempt - PR = Protected Ranking | - w/o = Walkover - r = Ritirato - d = Squalificato |

|  | Quarti di finale               | Quarti di finale               | Quarti di finale              | Quarti di finale | Quarti di finale |  |  | Semifinali                     | Semifinali                     | Semifinali                     | Semifinali                    | Semifinali |   |   | Finale                   | Finale                   | Finale | Finale | Finale |  |
|  |                                |                                |                               |                  |                  |  |  |                                |                                |                                |                               |            |   |   |                          |                          |        |        |        |  |
|  | Billie Jean King Rosie Casals  | Billie Jean King Rosie Casals  | Billie Jean King Rosie Casals | 6                | 6                |  |  |                                |                                |                                |                               |            |   |   |                          |                          |        |        |        |  |
|  | Nancy Gunter P Bartkowicz      | Nancy Gunter P Bartkowicz      | Nancy Gunter P Bartkowicz     | 3                | 4                |  |  | Billie Jean King Rosie Casals  | Billie Jean King Rosie Casals  | Billie Jean King Rosie Casals  | 6                             | 6          |   |   |                          |                          |        |        |        |  |
|  | Kerry Melville Karen Krantzcke | Kerry Melville Karen Krantzcke | 1                             | 6                | 6                |  |  | Kerry Melville Karen Krantzcke | Kerry Melville Karen Krantzcke | Kerry Melville Karen Krantzcke | 3                             | 4          |   |   |                          |                          |        |        |        |  |
|  | Esme Emanuel S Johnson         | Esme Emanuel S Johnson         | 6                             | 1                | 4                |  |  |                                |                                |                                |                               |            |   |   | Françoise Dürr Ann Jones | Françoise Dürr Ann Jones | 4      | 7      | 1      |  |
|  | Mary Ann Curtis Val Ziegenfuss | Mary Ann Curtis Val Ziegenfuss | 1                             | 6                | 6                |  |  |                                |                                | Rosie Casals Billie Jean King  | Rosie Casals Billie Jean King | 6          | 6 | 6 |                          |                          |        |        |        |  |
|  | D C Triolo Kristy Pigeon       | D C Triolo Kristy Pigeon       | 6                             | 3                | 3                |  |  | Mary Ann Curtis Val Ziegenfuss | Mary Ann Curtis Val Ziegenfuss | Mary Ann Curtis Val Ziegenfuss | 2                             | 4          |   |   |                          |                          |        |        |        |  |
|  | Ann Jones Françoise Dürr       | Ann Jones Françoise Dürr       | Ann Jones Françoise Dürr      | 6                | 6                |  |  | Ann Jones Françoise Dürr       | Ann Jones Françoise Dürr       | Ann Jones Françoise Dürr       | 6                             | 6          |   |   |                          |                          |        |        |        |  |
|  | J Tegart Dalton Darlene Hard   | J Tegart Dalton Darlene Hard   | J Tegart Dalton Darlene Hard  | 1                | 4                |  |  |                                |                                |                                |                               |            |   |   |                          |                          |        |        |        |  |